# Космос-44
Космос-44 — советский космический аппарат, спутник Земли, запущенный 28 августа 1964 года. Этот аппарат был технологическим метеорологическим спутником для отработки технологии проведения метеорологических исследований. Космос-44 стал третьим спутником метеорологического назначения и первым, который запущен с Байконура. Это первый прототип серии спутников Метеор. Первый оперативный аппарат этой серии — Космос-122

## Описание
Официального описания полёта Космос-44 не было опубликовано. Однако орбитальные параметры и конфигурация спутника были очень похожи на параметры Космоса-122. Спутник имел форму цилиндра длиной 3 м и диаметром 1 м с двумя солнечными панелями, прикреплёнными к бокам. Управляемая антенна, также установленная сбоку, работала на частоте 90 МГц.

## Цель полёта
Основная цель полёта состояла в том, чтобы проверить основные аппаратные средства космического корабля. Испытания, вероятно, также проводились на грубых телевизионных и инфракрасных камерах исследования облаков и актинометрических приборах, которые могли не работать должным образом. Подобные полёты совершали Космос-48, 100 и 118.